# Яшин, Сергей Сергеевич
Серге́й Серге́евич Я́шин (3 января 1981, Калуга) — российский футболист, полузащитник.

## Карьера
Воспитанник СДЮШОР «Заря» и ДЮСШ «Торпедо» (Калуга). Первый тренер — Михаил Иванович Стрыков.
Профессиональную футбольную карьеру Яшин начал в московском «Динамо». Первые 3 года он играл за дубль. С 2001 года стал играть за основную команду. Дебютировал 24 июня 2001 года, в матче 14-го тура чемпионата России против воронежского «Факела». 28 июня 2006 года перешёл в подмосковный «Сатурн». С 2008 играл в «Шиннике». В 2010 году Яшин перешёл в нижегородскую «Волгу». В 2012 году подписал контракт с даугавпилсской «Даугавой». С августа 2014 по июль 2015 года — игрок ФК «Долгопрудный». До конца 2015 года играл за «Домодедово».
В настоящее время — тренер команды 2005 года рождения «Динамо-2».

### В сборной
Сыграл один тайм за вторую сборную России в матче против сборной Казахстана.

## Личная жизнь
- Женат, есть дочь Мила.
- Кумиры в футболе — Зинедин Зидан и Лионель Месси.

## Достижения
- Чемпион Латвии (1): 2012